# Гута-Лукомська
Гута-Лукомська (пол. Huta Łukomska) — село в Польщі, у гміні Заґурув Слупецького повіту Великопольського воєводства.
Населення — 84 особи (2011).
У 1975-1998 роках село належало до Конінського воєводства.

## Демографія
Демографічна структура станом на 31 березня 2011 року:
|          | Загалом | Допрацездатний вік | Працездатний вік | Постпрацездатний вік |
| -------- | ------- | ------------------ | ---------------- | -------------------- |
| Чоловіки | 41      | 10                 | 27               | 4                    |
| Жінки    | 43      | 14                 | 18               | 11                   |
| Разом    | 84      | 24                 | 45               | 15                   |